# Glypta palustra
Glypta palustra är en stekelart som beskrevs av Dasch 1988. Glypta palustra ingår i släktet Glypta och familjen brokparasitsteklar. Inga underarter finns listade i Catalogue of Life.